# Winterberg
Winterberg is een stad en gemeente in de Duitse deelstaat Noordrijn-Westfalen, gelegen in de Hochsauerlandkreis. Op 31 december 2020 telde de gemeente 12.442 inwoners op een oppervlakte van 147,95 km². 
Winterberg, gelegen in het Rothaargebergte, deel van het Sauerland, op 500 à 800 meter hoogte boven de zeespiegel, is het vanuit Nederland dichtstbijzijnde Duitse wintersportgebied.

## Plaatsen in de gemeente Winterberg

De Ortsteile  van Winterberg

- Altastenberg, een kuuroord  met ruim 300 inwoners
- Altenfeld, een dorpje van ca. 200 inwoners
- Elkeringhausen, een kuuroord met nog geen 400 inwoners
- Grönebach, een dorp bij de bron van de Ruhr, met circa 600 inwoners
- Hildfeld, met bijna 500 inwoners, bezit een steengroeve waar uiteenlopende soorten, in het Duits met Diabas aangeduide, gesteenten worden gedolven, en een kleine betonfabriek.
- Hoheleye, een gehucht met slechts circa 25 inwoners
- Langewiese,  met circa 370 inwoners
- Lenneplätze, een hoog gelegen gehucht met circa 60 inwoners
- Mollseifen, een hoog gelegen gehucht met minder dan 50 inwoners
- Neuastenberg, een hoog gelegen toeristendorp met circa 375 inwoners, gelegen in een natuurreservaat met o.a. schraalgrasland
- Niedersfeld, met circa 1.350 inwoners
- Siedlinghausen, met ruim 1.900 inwoners
- Silbach, met bijna 600 inwoners
- Winterberg-stad
- Züschen, met ruim 1.550 inwoners

## Geografie, infrastructuur
De gemeente ligt in het grensgebied van Noordrijn-Westfalen en Hessen. Ze ligt op de bergkammen van het middelgebergte. Talrijke kleine beken, sommige met bizarre namen als Helle, Neger, Namenlose, Orke en Lemecke, stromen ofwel via de Ruhr in de Rijn uit, ofwel via de Fulda in de Wezer. De waterscheiding tussen de stroomgebieden van Rijn en Wezer loopt dus door de gemeente Winterberg heen.

### Naburige plaatsen
Aangrenzende gemeenten zijn Medebach (10 km O), Hallenberg (14 km ZO), Olsberg (21 km N), Schmallenberg (23 km W), en Willingen (30 km O, in Hessen; eveneens een wintersportplaats).
Iets verder weg gelegen steden zijn onder andere Marburg (58 km) en Dortmund (ruim 80 km).

### Wegverkeer
Door de gemeente lopen de volgende hoofdwegen:
- Bundesstraße 236
- Bundesstraße 480.
- Een aantal Landesstraßen, waaronder de L 742 Siedlinghausen- Winterberg-stad - Olsberg.

De beide Bundesstraßen lopen bij Winterberg over een gemeenschappelijk traject, o.a. door de Herrlohtunnel onder het skigebied door en door de Waltenbergtunnel onder de stad door. De bouw van beide tunnels is voltooid in 1995.

### Openbaar vervoer

Station Winterberg (2019)

Winterberg is het eindstation van een spoorlijn naar Dortmund Hauptbahnhof (RE 57). De treinen van deze lijn stoppen ook te Silbach en Siedlinghausen.
Neemt men de trein richting Dortmund, en stapt men in het ten noorden van Winterberg gelegen station Bestwig over op de zgn. Obere Ruhrtalbahn of Sauerland-Express (RE 17), dan kan men met deze trein station Hagen Hauptbahnhof en station Warburg bereiken.
Al deze treinverbindingen zijn lokaalspoorlijnen, die niet vaker dan eens in de twee uur rijden. Maar in de weekends, tijdens het wintersportseizoen, rijden deze treinen ieder uur.
Een snelbus, lijn S40, rijdt van het station Winterberg via het skigebied naar Schmallenberg v.v.. Daarnaast rijden er op onregelmatige uren skibussen ten gerieve van de wintersportgasten, en voor het verkeer tussen de stadsdelen onderling beperkt belbussen.

## Sport, toerisme, bezienswaardigheden

### Wintersport
In het skigebied en nabijgelegen skigebieden zijn 82 ski- en rodelpistes, 55 skiliften (waaronder 15 stoeltjesliften). Er zijn in de Skiliftkarussell 360 sneeuwkanonnen, ook zijn er 37 kunstmatig besneeuwde pistes en 180 kilometer aan langlaufroutes. Dit skigebied is gesitueerd rondom de berg de Kahler Asten. 
Het skigebied Winterberg (580 - 840 m) is verdeeld over de volgende deelgebieden:
- Winterberg-Stadt: Skiliftkarussell 26 liften (waarvan 13 stoeltjesliften)
- Neuastenberg: 9 liften, waarvan 1 stoeltjeslift
- Altastenberg: 8 liften
- Züschen: 8 liften
- Sahnehang (Kahler Asten): 3 liften
- Niedersfeld: 3 liften
- Ruhrquelle: 2 liften (waarvan 1 stoeltjeslift)
- Langewiese: 2 liften

Naast dit alpineski- en langlaufgebied heeft Winterberg een tweetal skischansen en een officiële rodel- en bobsleebaan. 
Te Neuastenberg staat een klein,  aan de geschiedenis van de wintersport, ongeveer vanaf de eerste helft van de 20e eeuw, gewijd museum. Er is o.a. een expositie gewijd aan de ontwikkeling van ski's.

### Overige sport- en recreatiemogelijkheden
Afgezien van de wintersport zijn er nog talrijke andere sport- en recreatiemogelijkheden.
Zo is er een golfbaan met 9 holes, een klimpark, Kurpark, zomerrodelbaan en een panoramabrug over verschillende pistes heen. Dit maakt Winterberg in de zomer eveneens een populaire vakantiebestemming. In het autoluwe centrum zijn winkels en horecagelegenheden te vinden.
In de zomer wordt Winterberg vooral bezocht door motorrijders, mountainbikers en wandelaars. Zo is er eveneens een groot mountainbikepark en zijn er uitgestrekte wandelroutes. De bekende wandelroute de Rothaarsteig gaat door het centrum van Winterberg. 

### Bezienswaardigheden
Zie ook de pagina's over de tot de gemeente Winterberg behorende dorpen.
In het centrum van Winterberg zijn vakwerkhuizen te vinden. De Sint-Jakobuskerk  te Winterberg-stad dateert uit de late achttiende eeuw.

## Economie
De enige economische factor van betekenis in de gemeente is het toerisme. Het relatief ruwe klimaat maakt lonende landbouw vrijwel onmogelijk. Om niet geheel afhankelijk te zijn van het wintersporttoerisme (de opwarming van de aarde zou op den duur voor warmere, sneeuwloze winters kunnen zorgen) probeert de gemeente op nieuwe bedrijventerreinen kleinschalige bedrijvigheid van elders aan te trekken; tot 2018 zonder erg veel succes.

## Geschiedenis
Aartsbisschop Koenraad van Hochstaden (1231-61) wilde Winterberg tot stad verheffen omdat het toen aan de grenzen van zijn bisdom, het Keurvorstendom Keulen, lag. In 1270-71 kreeg de plaats haar stadsrechten, de stichting van de stad ging samen gepaard met de oprichting van het klooster Küstelberg. De graaf van Waldeck veroverde de stad in 1321. In 1357 werd de stad compleet verwoest door Godfried IV van Arnsberg, gedurende de oorlog met Willem van Gennep, Aartsbisschop van Keulen. Om de stad weer te kunnen opbouwen voerde de bisschop een tienjarig durende vrije belasting in voor de burgers, deze werd verlengd in 1370 en opnieuw in 1374. Winterberg maakte deel uit van de Hanzesteden van de 13e eeuw tot de 17e eeuw. De stad lag op twee handelroutes, de "Heidenstrasse" gelegen tussen Keulen en Kassel en de "Heerstrasse" tussen Frankfurt en Soest.
Tijdens de Pest in de 14e eeuw verlieten vele burgers de omliggende dorpen en gehuchten en trokken naar de stad Winterberg, vanwege de gedachten dat ze veilig zouden zijn voor de ziekte maar ook voor brand en plunderingen door rondtrekkende troepen.
Net als in vele plaatsen in het Hertogdom Westfalen waren er tussen de 16e eeuw en 18e eeuw in Winterberg heksenvervolgingen.
Aan het einde van de Tweede Wereldoorlog werd in en om Winterberg zwaar gevochten tussen Duitse en geallieerde troepen. Die strijd van circa 30 maart tot 8 april 1945 eiste veel slachtoffers en de materiële schade was groot.

## Stedenpartnerschappen
Winterberg is partnerstad van:
- Le Touquet-Paris-Plage (Frankrijk) -- sinds 1974
- Rijssen-Holten (Nederland) -- sinds 1974
- Rixensart (België) -- sinds 1989
- Oberhof (Duitsland) -- sinds 1990

## Afbeeldingen

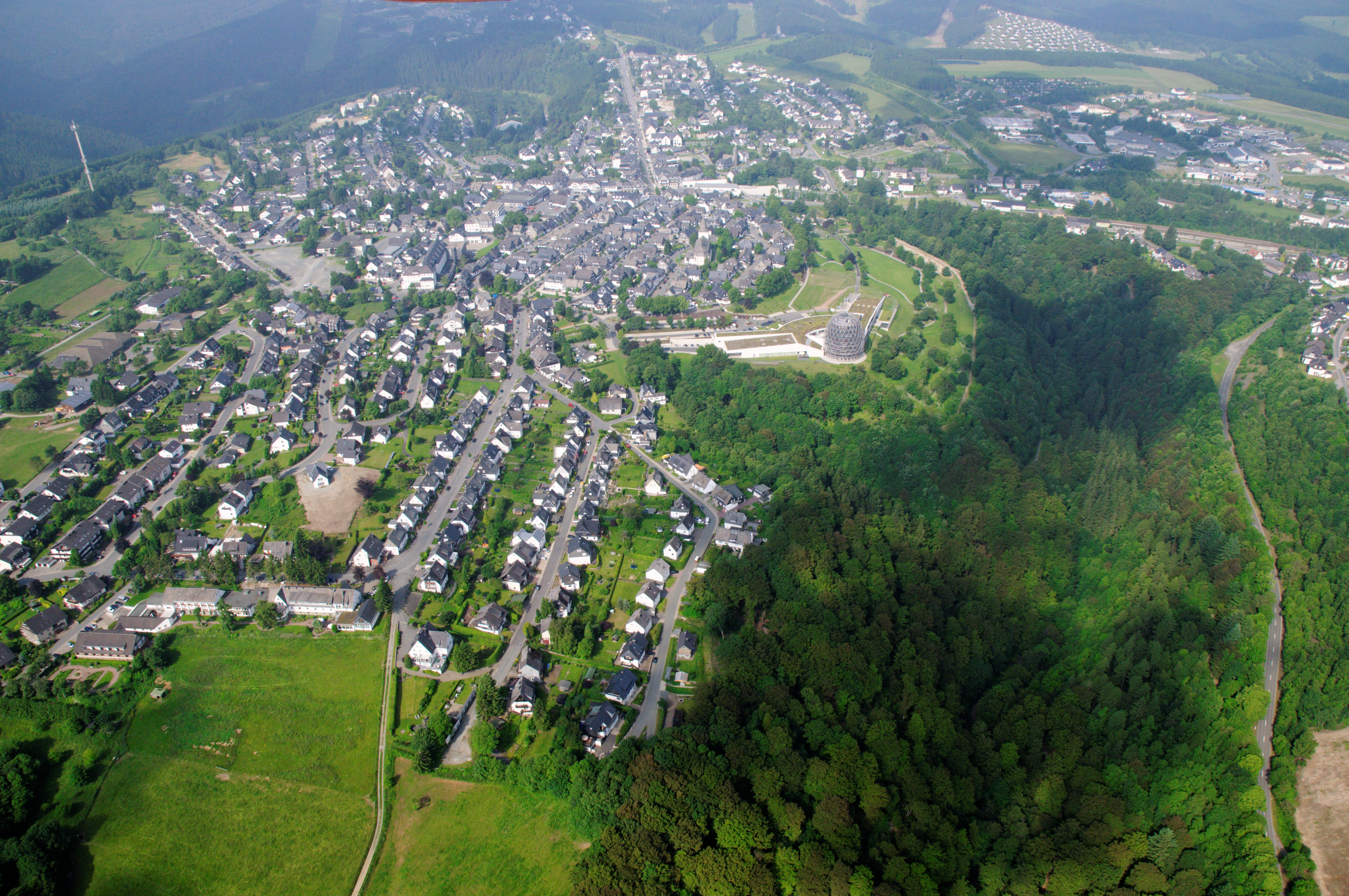
Gezicht op Winterberg
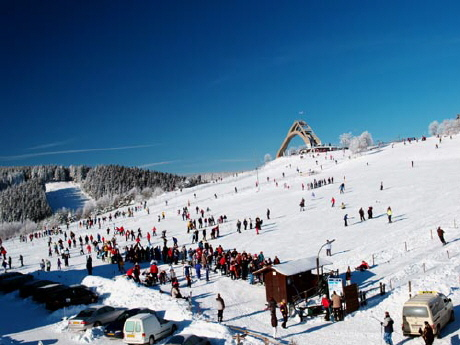
Skigebied Winterberg, op de achtergrond een springschans
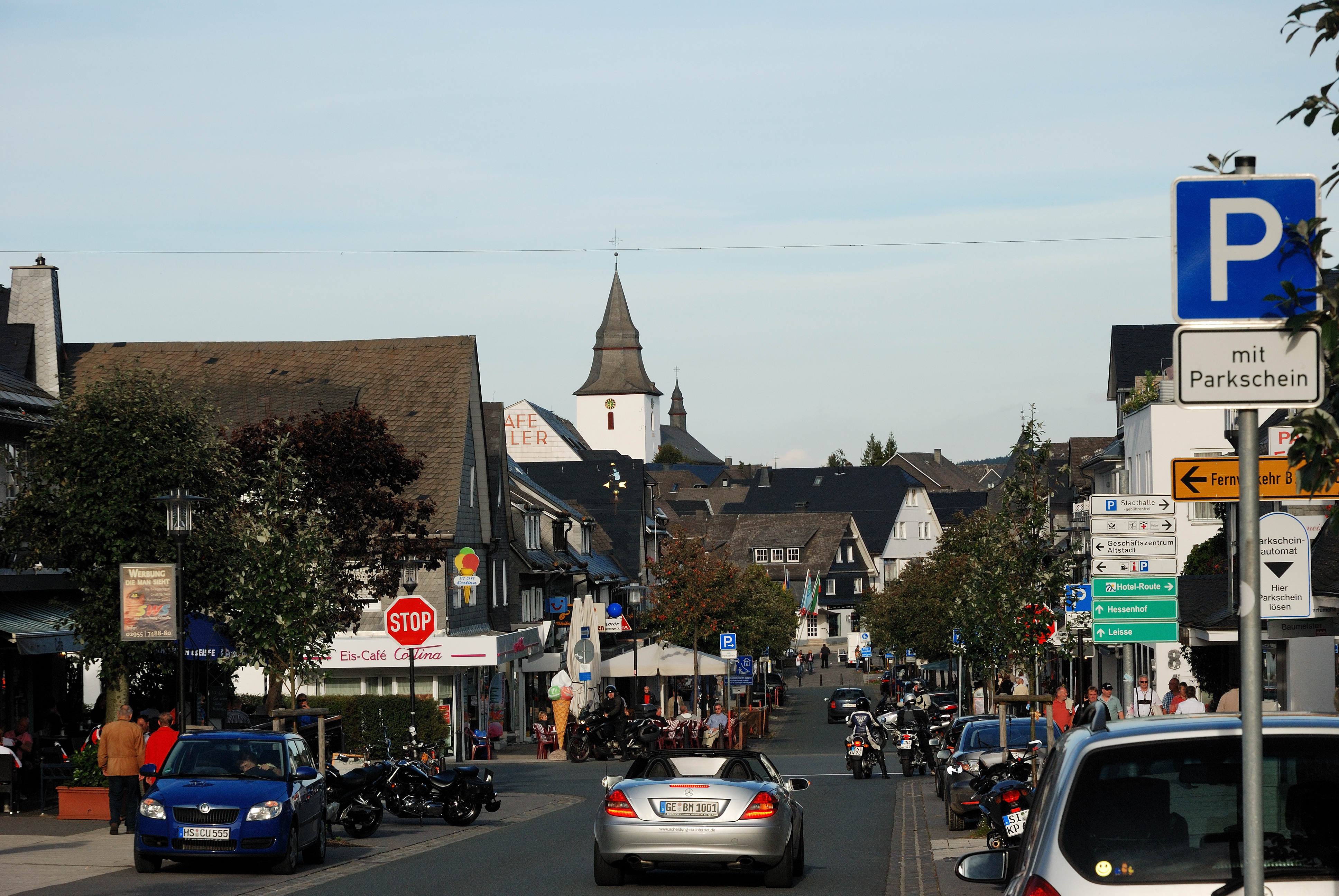
Centrum (2010)
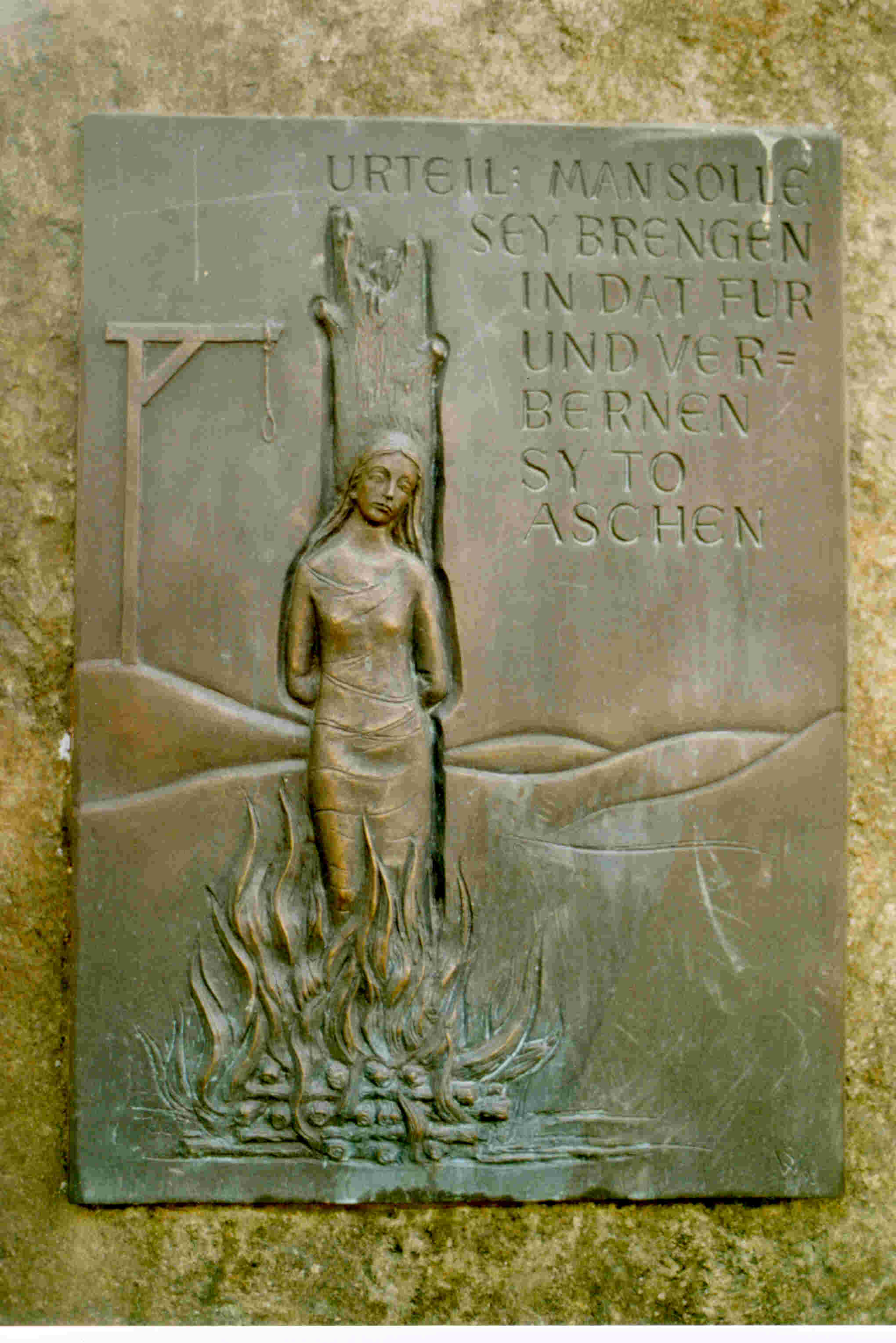
Gedenkplaquette voor de slachtoffers van de heksenprocessen
Gezicht op Winterberg

Arnsberg · Bestwig · Brilon · Eslohe · Hallenberg · Marsberg · Medebach · Meschede · Olsberg · Schmallenberg · Sundern · Winterberg